# Milhostov (Zádub-Závišín)
Milhostov (německy Millestau) je malá vesnice, část obce Zádub-Závišín v okrese Cheb v Karlovarském kraji. Nachází se asi 1,5 kilometru jihovýchodně od Zádubu-Závišína. Je zde evidováno 37 adres. V roce 2011 zde trvale žilo 48 obyvatel.
Milhostov leží v katastrálním území Milhostov u Mariánských Lázní o rozloze 2,21 km².
V minulosti byl Milhostov samostatnou katastrální obcí se 220 hektary. Patřil pod politickou obec Ovesné Kladruby, která mu byla i farní obcí a zeměpisně největším sousedem.

## Poloha
Milhostov leží pět kilometrů jihovýchodně od MariánskýchLázní ve svahu údolí Jilmového potoka ve výšce 700 metrů. S okolím je obec spojena železnicí a špatnou silnicí – odbočkou ze silnice Závišín – Ovesné Kladruby. Severně od obce se tyčí nejvyšší hora Tepelské vrchoviny Podhorní vrch (846 metrů), východně nad Jilmovým potokem se táhne výšina ve směru na Ovesné Kladruby, zakončená na jihu Jilmovým vrchem (Ulmberg). Severně na západ se táhne výšina cca 720 metrů. Severním směrem leží Zádub a za ním je Závišín. Silniční poměry zkreslují polohu Milhostova vůči sousedním sídlům. Zádub, Vlkovice a Ovesné Kladruby leží přibližně stejně daleko v různých směrech.

## Název
Tato ves – po celý čas existence čistě zemědělská – se poprvé uvádí v potvrzovací listině papeže Řehoře X. z 23. května 1273, která obsahuje seznam obcí, patřících premonstrátskému klášteru Teplá. Zapsána je jako „Milhoztouo“. Ještě v roce 1495, za krále Jiřího z Poděbrad, se uvádí jako „Milhostowo“. Německý název „Millestau“ se objevuje až později a teprve v roce 1854 je určen úřední název Milhostov, a německy Muellestau.
Antonín Profous vysvětluje původ názvu od osobního jména Milhost, Milgost a uvádí příklady výskytu tohoto jména z let 1120–1182.
Ves stejného jména v Čechách neexistovala a až po druhé světové válce se objevil název Milhostov pro jinou obec na Chebsku.

## Historie
První písemná zmínka o vesnici pochází z roku 1273. Historie obce je nejvíce spjata s historií její farnosti – Ovesnými Kladruby. Spolu s nimi pak patřila po 700 let pod premonstrátský klášter Teplá (1193–1848) s výjimkou dvou krátkých období v 16. století, kdy byla krátce v rukou Pluhů z Bečova a podruhé pánů Šliků, podobně, jako okolní vesnice. Mihostovští byli křtěni, ženili se a byli pochováváni v Ovesných Kladrubech, kam patřili farností.
Ovesné Kladruby byly místem, kam chodily děti do školy, kde bylo zprvu nádraží a kde byla policejní stanice. Zvláště v zimě byla cesta do školy pro metrové závěje velice obtížná. Nadané děti pokračovaly na měšťanské škole v Teplé a až do roku 1938 začaly chodit do Mariánských Lázní. Populární byla Landwirtschaftliche Volksbildungsschule ve Vlkovicích, která měla dvě zimní semestry.
Milhostov patřil mezi značně staré obce založené kolonizací Hroznaty, nebo jeho otce Sezimy a není vyloučen původ ještě starší. Šlo o typickou okrouhlici, se 14 dvory v uzavřeném kruhu. Vesnice ležela na svahu údolí Jilmového potoka a pouze starý mlýn na potoce ležel stranou (měl čp. 15). Vhodná poloha se týkala i povětrnostních podmínek, kdy výšina na západě chránila obec před převládajícími větry. Anton Gnirs psal, že ves se znovu osídlila v 15. století, snad vymřela po černém moru roku 1381. Podle Gnirse se ves vyvíjela ze tří čtyřhranných svobodných dvorů, které stávaly na různých místech ve svahu. Z nich nejzachovalejší byl dvůr „U Hutererů“, který shořel 1943. Gnirsova domněnka o třech dvorech je sporná, protože ještě indikační skica Milhostovského katastru (1833) zachycuje zcela jednoznačně ves v podobě okrouhlice.

## Přírodní poměry

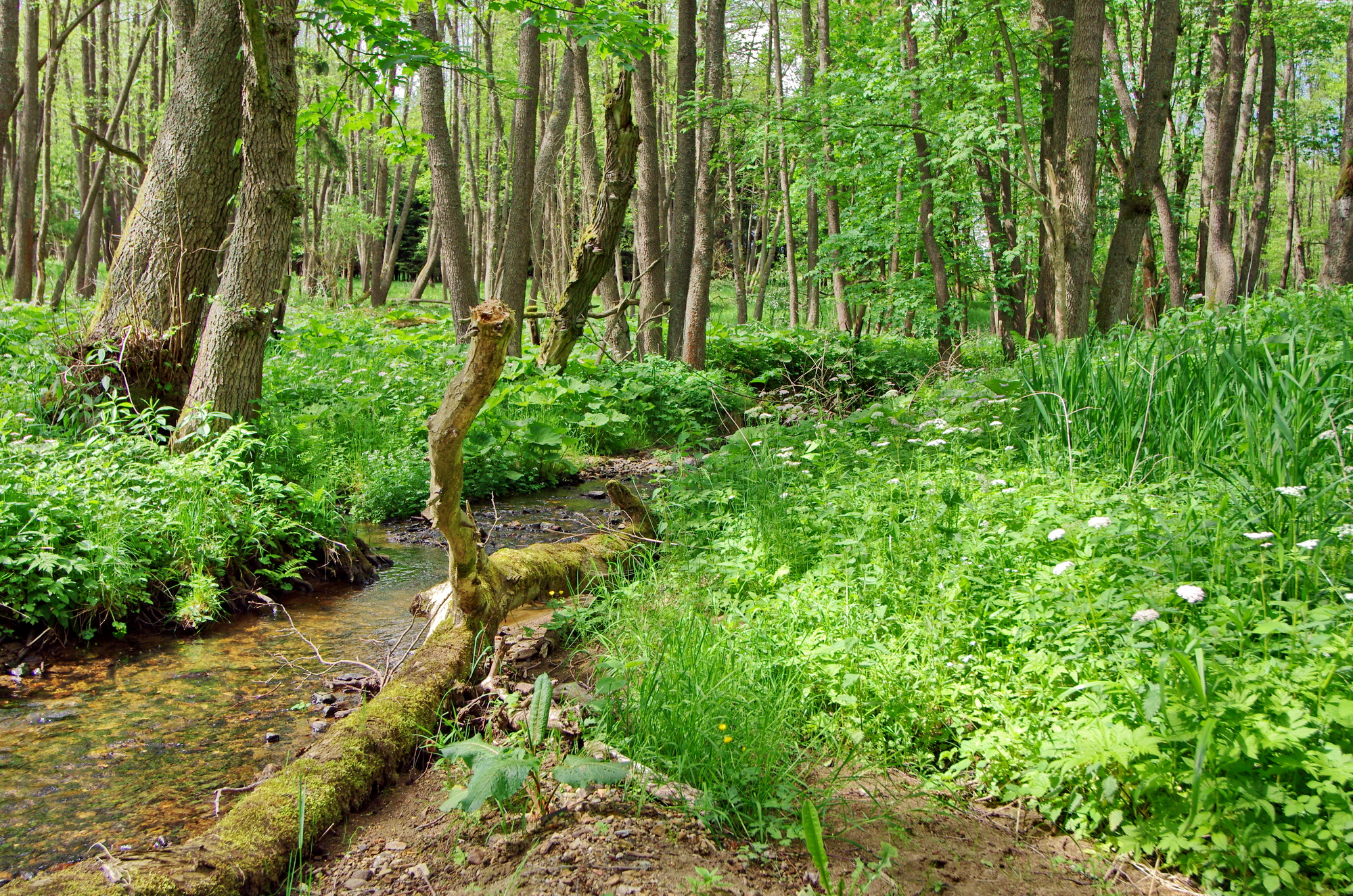
Jilmový potok u Milhostovských mofet

Asi jeden kilometr jižně od Milhostova a jeden kilometr severně od Martinova, nedaleko od soutoku Jilmového potoka a Kladrubského potoka se nachází v nadmořské výšce 620 metrů. přírodní památka Milhostovské mofety. Jsou to malé krátery v zemi, do hloubky asi padesát centimetrů, jimiž uniká z nitra země na povrch přírodní sirouhličitých plyn. Výstupní cesty plynu tvoří pukliny vzniklé pohybem starších zlomů a na ně kolmých zlomů vytvořených vulkanickou činností Podhorního vrchu. Za deště se malé krátery naplní vodou, kterou plyn probublává. Vývěry lze pozorovat i v okolí u břehů Jilmového potoka. Plynné vývěry jsou obdobného charakteru jako u výskytu mofet na přírodní památce Sirňák, vzdálené přibližně čtyři kilometry. Mofety působí jako přírodní pasti, v mofetových kráterech jsou běžné nálezy uhynulých drobných hlodavců a brouků. Příčinou jejich smrti je oxid uhličitý, který je hlavní součástí plynu. Místo je v terénu označeno informační tabulí.

## Obyvatelstvo
Podle sčítání 1930 zde žilo v 27 domech 147 obyvatel. 147 obyvatel se hlásilo k německé národnosti. Žilo zde 147 římských katolíků.
| Rok            | 1869 | 1880 | 1890 | 1900 | 1910 | 1921 | 1930 | 1950 | 1961 | 1970 | 1980 | 1991 | 2001 | 2011 | 2021 |
| -------------- | ---- | ---- | ---- | ---- | ---- | ---- | ---- | ---- | ---- | ---- | ---- | ---- | ---- | ---- | ---- |
| Počet obyvatel | 155  | 163  | 157  | 135  | 161  | 148  | 147  | 58   | 41   | 28   | 22   | 19   | 16   | 48   | 46   |
| Počet domů     | 24   | 25   | 24   | 24   | 24   | 26   | 27   | 14   | .    | 8    | 8    | 9    | 9    | 15   | 13   |

## Obecní správa
Při sčítání lidu v letech 1850–1959 Milhostov byl osadou obce Ovesné Kladruby, se kterým patřil nejprve do okresu Teplá, ale v letech 1900–1959 v okrese Mariánské Lázně. V letech 1960–1975 byl částí obce Zádub-Závišín v okrese Cheb. Od 1. ledna 1976 do 23. listopadu 1990 byl částí města Mariánské Lázně v okrese Cheb. Od 24. listopadu 1990 je opět částí obce Zádub-Závišín v okrese Cheb.